# Świątnik

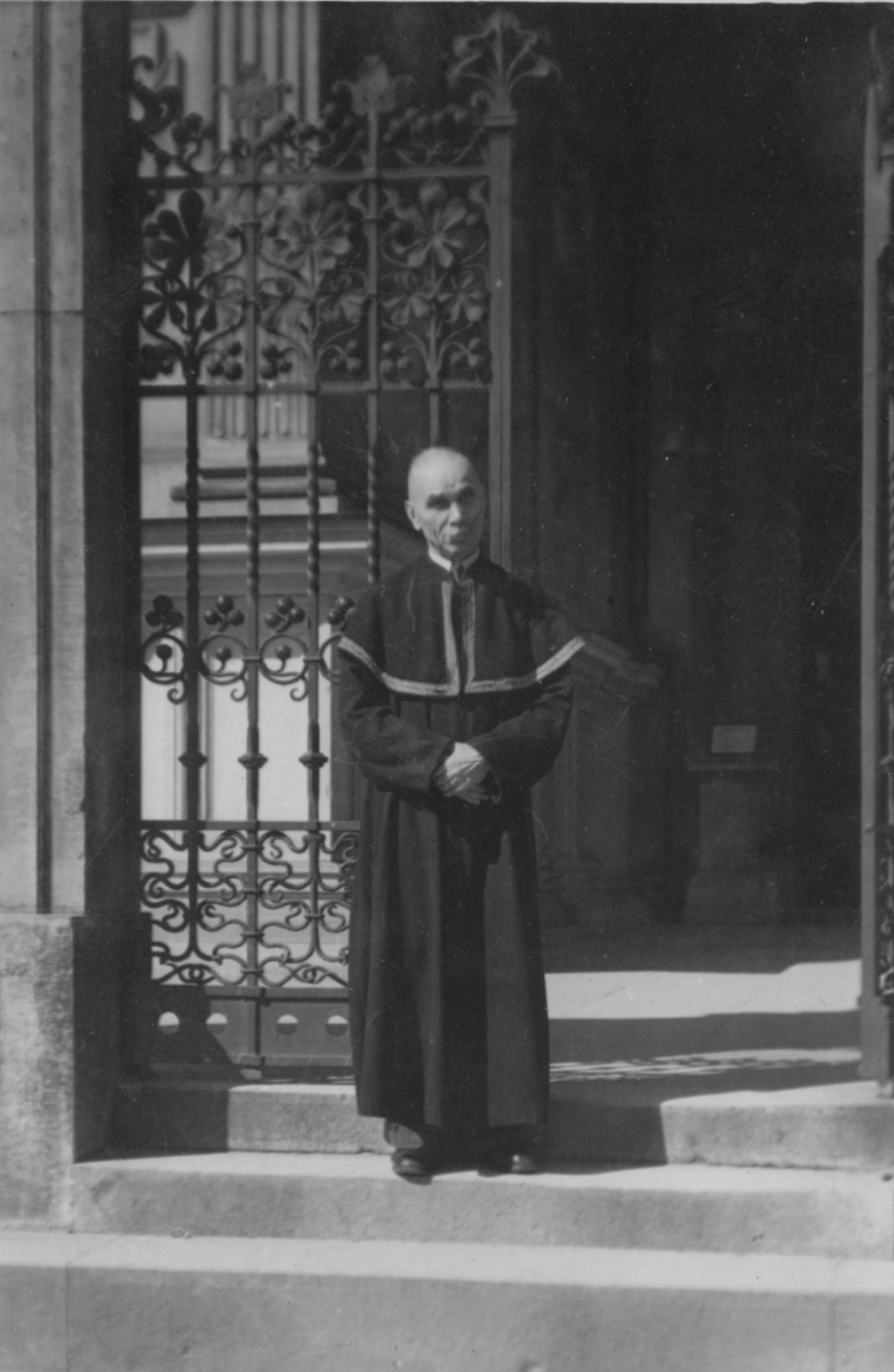
Świątnik Wojciech Walas przed katedrą krakowską

Świątnik – osoba, która dawniej zajmowała się obsługą kościoła (świątyni).
Od czasu utworzenia w Polsce biskupstw zaczęły się również nadania gruntów i wsi na rzecz biskupów, kapituł katedralnych i kolegiat. Powstały wtedy także wyspecjalizowane do celów obsługi świątyń wsie zwane wsiami świątniczymi, łac. villa sanctuariorum. Do zadań świątników należała pomoc podczas nabożeństw kościelnych, całodobowa ochrona przed złodziejami, w tym ochrona skarbców, wykonywanie drobnych napraw w świątyniach, sprzątanie i dbanie o porządek, dzwonienie oraz oprowadzanie pielgrzymów. Takie wsie powstały od XI w przy katedrze w Gnieźnie, w Krakowie, Sandomierzu, Wrocławiu czy Wilnie. Świadczą o tym do dziś zachowane nazwy wsi: Świątniki. Wsie świątnicze miały specjalne przywileje i zwolnione były od pańszczyzny oraz wyłączone spod sądów świeckich. Świątnikami zostawali tylko mężczyźni o nieposzlakowanej opinii.
Na przykładzie katedry krakowskiej na Wawelu można stwierdzić, że najstarszy tekst o świątnikach wawelskich pochodzi z roku 1253 i wspomina o dwóch świątnikach strzegących katedrę dniem i nocą. Do obsługi katedry przeznaczone były następujące wsie: Szczytniki, Trąbki, Świątniki Dolne, Świątniki Górne (Górki), a także na większe święta kilka osób z Opatkowic i Chorowic. Świątnicy na Wawelu mieli także za zadanie dzwonienie dzwonem Zygmuntem podczas największych uroczystości państwowych.
Pod koniec XVI w. biskup krakowski Jerzy Radziwiłł wprowadził jednolity strój dla świątników: granatowy płaszcz z peleryną. Przez wiele lat świątnicy musieli bronić swoich królewskich przywilejów wobec kolejnych prałatów z kapituły katedry. W 1772 roku wszystkie krakowskie wsie świątnicze znalazły się poza granicami Królestwa Polskiego i przeszły na własność kamery (rządu) austriackiego. Mimo to świątnicy ze Świątnik Górnych służyli w katedrze do czasów II wojny światowej. Po wojnie służyli w świątyni jako zakrystianie. Ostatni ze świątników, Jan Synowiec „Komoda”, zmarł podczas służby w 1968 r.
Jeśli chodzi o świątników ze Świątnik koło Sandomierza, których osada należała do kolegiaty, to wiadomo o pierwszych przywilejach z czasów Bolesława Wstydliwego, a potwierdził je następnie Leszek Czarny, książę małopolski, sandomierski i sieradzki w roku 1184, oświadczając „iż osadę wsi Świątnik należącą do kościoła sandomierskiego na cześć Najświętszej Marii Panny fundowanego uwalnia od obowiązku dawania corocznie dwunastu miar żyta i tyluż wozów siana”. W 1397 r. królowa Jadwiga nadała świątnikom immunitet sądowy uwalniający ich od świeckiej władzy sądowniczej.